# Вьетнамский календарь
60-летний вьетнамский циклический календарь — лунно-солнечный календарь, заимствованный из Китая. В связи с официальным переходом Вьетнама на григорианский календарь с 1954 года, в настоящее время применяется редко, главным образом для определения дат праздников, зависящих от лунно-солнечного цикла, таких как праздник Тэт или праздник середины осени.
В году 354 дня, разбиты на 12 лунных месяцев по 29 и 30 дней по очереди. Поскольку в солнечном году больше дней, каждые 19 лет, во 2-й, 5-й, 7-й, 10-й, 13-й, 15-й и 18-й года цикла вставляют тринадцатый месяц длительностью 30 дней.

## История
После освобождения Вьетнама от третьего китайского завоевания, каждая династия правителей устанавливала в стране собственный календарь на основе китайских прототипов. Самих календарей и конкретных сведений о различиях между ними не сохранилось. В начале XIV века правители династии Чен заимствовали календарь империи Юань, разработанный Го Шоуцзинем. Этот календарь в различные периоды истории Вьетнама, называли по-разному, но существенных различий в расчётах учёные не обнаружили. Во время четвёртого китайского завоевания Вьетнама китайской администрацией был установлен календарь империи Мин, который вероятно продолжал использоваться во Вьетнаме без изменений вплоть до 1813 года, когда Нгуены перешли на календарь империи Цин.
С XIX века французы стали внедрять григорианский календарь в государственных и официальных документах. С 1954 года григорианский календарь был объявлен официальным, но в быту продолжал смешиваться с традиционным, китайским и японским календарями. 8 августа 1967 года использование традиционного календаря было законодательно ограничено только для определения праздничных дней. Одновременно Северный Вьетнам сменил часовой пояс с UTC+8 на UTC+7, а Южный Вьетнам перешёл на этот часовой пояс в 1975 году, после окончания вьетнамской войны.

## Отличия от китайского календаря
Расчеты китайского календаря зависят от местного времени, поэтому в 1968 году Северный и Южный Вьетнам праздновали Тет в разные дни.
Из-за того, что в китайском календаре 11-й месяц должен обязательно включать в себя день зимнего солнцестояния, в 1984 году во Вьетнаме это был месяц с 23 ноября по 21 декабря, а в Китае с 22 декабря 1984 года по 20 января 1985 года. В результате между празднованиями нового года в этих странах временно возникла разница в месяц.
Во вьетнамском календаре вместо кролика год называется годом кота из-за похожести в произношении (вьет. mẹo/mão).

## Таблица календаря
Текущий цикл начался с 1984 года.
| «Небесный» цикл «Земной» цикл | «Небесный» цикл «Земной» цикл | Дерево    | Дерево    | Огонь     | Огонь     | Земля     | Земля     | Металл    | Металл    | Вода      | Вода      |
| «Небесный» цикл «Земной» цикл | «Небесный» цикл «Земной» цикл | Зап       | Ат        | Бынь      | Дынь      | Мау       | Кии       | Кань      | Тан       | Ним       | Куй       |
| «Небесный» цикл «Земной» цикл | «Небесный» цикл «Земной» цикл | 1         | 2         | 3         | 4         | 5         | 6         | 7         | 8         | 9         | 10        |
| Тый                           | (мышь)                        | 1 (1984)  |           | 13 (1996) |           | 25 (2008) |           | 37 (2020) |           | 49 (2032) |           |
| Шиу                           | (буйвол)                      |           | 2 (1985)  |           | 14 (1997) |           | 26 (2009) |           | 38 (2021) |           | 50 (2033) |
| Зан                           | (тигр)                        | 51 (2034) |           | 3 (1986)  |           | 15 (1998) |           | 27 (2010) |           | 39 (2022) |           |
| Мао                           | (кошка)                       |           | 52 (2035) |           | 4 (1987)  |           | 16 (1999) |           | 28 (2011) |           | 40 (2023) |
| Тын                           | (дракон)                      | 41 (2024) |           | 53 (2036) |           | 5 (1988)  |           | 17 (2000) |           | 29 (2012) |           |
| Ты                            | (змея)                        |           | 42 (2025) |           | 54 (2037) |           | 6 (1989)  |           | 18 (2001) |           | 30 (2013) |
| Нго                           | (лошадь)                      | 31 (2014) |           | 43 (2026) |           | 55 (2038) |           | 7 (1990)  |           | 19 (2002) |           |
| Муй                           | (коза)                        |           | 32 (2015) |           | 44 (2027) |           | 56 (2039) |           | 8 (1991)  |           | 20 (2003) |
| Тан                           | (обезьяна)                    | 21 (2004) |           | 33 (2016) |           | 45 (2028) |           | 57 (2040) |           | 9 (1992)  |           |
| Зау                           | (курица)                      |           | 22 (2005) |           | 34 (2017) |           | 46 (2029) |           | 58 (2041) |           | 10 (1993) |
| Туат                          | (собака)                      | 11 (1994) |           | 23 (2006) |           | 35 (2018) |           | 47 (2030) |           | 59 (2042) |           |
| Хой                           | (свинья)                      |           | 12 (1995) |           | 24 (2007) |           | 36 (2019) |           | 48 (2031) |           | 60 (2043) |